# Jelka (Vorname)
Jelka ist eine slawische Variante des weiblichen Vornamens Helena und bedeutet somit die Leuchtende.

## Trägerinnen
- Jelka Mrak Dolinar (1925–2018), slowenische Autorin
- Jelka Rosen (1868–1935), französische Malerin und Schriftstellerin deutsch-jüdischer Herkunft
- Jelka Weber (* 1971), deutsche Flötistin

## Belege
1. ↑  Jelka auf www.baby-vornamen.de. Abgerufen am 6. Mai 2015.